# Ortmühle (Freyung)
Ortmühle war ein amtlich benannter Gemeindeteil der Stadt Freyung im Landkreis Freyung-Grafenau.
Der Ort kam 1954 durch Eingemeindung von Ort zur Stadt Freyung. Der Gemeindeteilname wurde zwischenzeitlich aufgehoben. Namensgebend war die am Saußbach liegende Mühle 600 Meter östlich von Ort. Nach der Mühle wurde der Ortmühlenweg in Freyung benannt. Bei der Volkszählung 1970 war der Ort nicht bewohnt.